# 남선우
남선우(1955년~)는 대한민국의 산악인이다.

## 경력
- 한국등산연구소 소장
- 한국등산트레킹지원센터 이사장
- 대한산악연맹 등산교육원 원장
- 2001년: 월간 마운틴 발행인
- 2000년: 남극 최고봉 빈슨매시프(4,892m) 등정
- 2000년: 오세아니아 최고봉 칼스텐츠(4,844m) 등정
- 1999년: 알프스 산맥 12개봉 연속등정
- 1992년: 히말라야 초오유, 시샤팡마 연속 등정
- 1988년: 에베레스트 등정
- 1983년: 아마다블람 동계 단독초등정
- 1982년: 히말라야 푸모리 동계 최초 등정

## 수상
- 2022년: 대한민국 산악대상
- 2000년: 대한민국 산악문화상
- 1988년: 한국대학산악연맹 산악문화상
- 1988년: 한국대학산악연맹 올해의 산악인상
- 1988년: 체육훈장 거상장
- 1982: 체육포장

## 참고 자료
“선구적 히말라야 등반가 등반가 남선우”. 지식백과. 2009년 6월 17일.